# Coso Cornelio Léntulo (cónsul 60)
Coso Cornelio Léntulo  fue un senador romano que desarrolló su carrera en el siglo I, culminándola bajo el imperio de Nerón con el consulado.

## Familia
Descendiente de una rama de la gens Cornelia, la de los Cornelios Léntulos, era hijo de Coso Cornelio Léntulo, quien había sido consul ordinarius en 25, bajo el imperio de Tiberio.

## Carrera
Su cursus honorum exacto nos es desconocida, pero culminó con el cargo de consul ordinarius en 60, compartiendo esta magistratura con el propio emperador Nerón.